# 比扬莱叙西耶
比扬莱叙西耶（法語：Bians-les-Usiers，法語發音：[bjɑ̃ lez‿yzje]）是法国杜省的一个旧市镇，位于该省中南部，属于蓬塔利耶区。2024年1月1日，比扬莱叙西耶与邻近的2个市镇合并为新市镇瓦勒迪西耶，比扬莱叙西耶为新市镇行政中心。

## 地理
比扬莱叙西耶（46°57'44"N, 6°16'3"E）面积14.01 平方千米，位于法国勃艮第-弗朗什-孔泰大區杜省，该省份为法国东部内陆省份，北起上索恩省，西接汝拉省，东部及东南部与瑞士接壤，东北部与贝尔福地区省接壤。
与比扬莱叙西耶接壤的市镇（或旧市镇、城区）包括：维耶桑、松巴库尔、多马坦。
比扬莱叙西耶的时区为UTC+01:00、UTC+02:00（夏令时）。

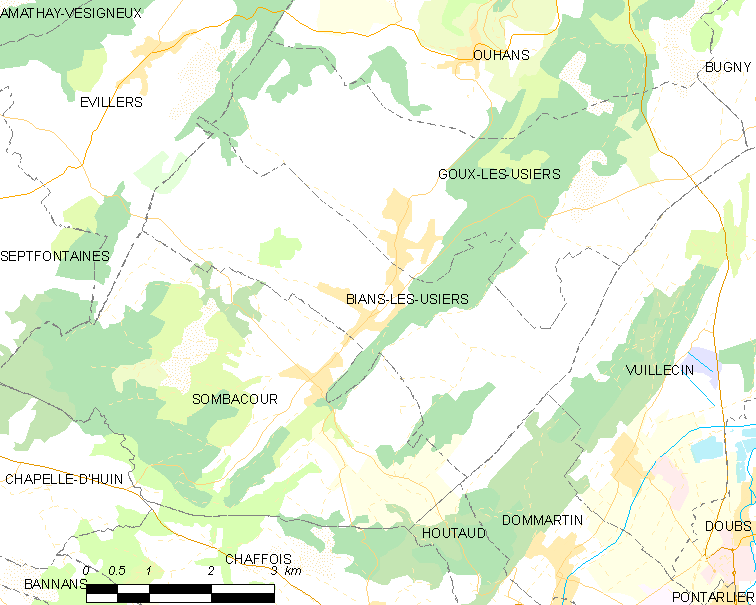
比扬莱叙西耶的OSM定位图

## 行政
比扬莱叙西耶的邮政编码为25520，INSEE市镇编码为25060。

## 政治
比扬莱叙西耶所属的省级选区为奥尔南县。

## 人口

1962-2008年间比扬莱叙西耶人口变化图示

比扬莱叙西耶于2020年1月1日时的人口数量为699人。